# 乙二硫醇砷
乙二硫醇砷是一种有机化合物，化学式为C6H12As2S6。它可由三氯化砷和2,2-二甲基-1,3,2-二硫杂硅杂环戊烷反应制得，或由三氧化二砷、氢氧化钠在甲醇中和乙二硫醇反应得到。